# Château de la Roussardière
Le Château de la Roussardière est un château français situés à Quelaines, dans le département de la Mayenne et la région des Pays de la Loire. Il est situé à 4 kilomètres à l' Ouest du bourg.

## Désignation
- Le domaine de la Roussardière, 1571.
- La Roussardière, château, chapelle fondée, étang sur un affluent de l'Oudon, allée (Hubert Jaillot).
- Les Roussardières, château (Carte de Cassini).

## Histoire
Fief mouvant de Festillé et de Brossay. Il s'y trouve en 1614 : « domaine, métairie, maison manable, bois de haute futaye, taillis. » Élie de Quatrebarbes et Marie Le Lair augmentèrent la maison seigneuriale, refirent à neuf le vivier, les fossés et terrasses autour des jardins, 1674. 
Le château actuel conserve un pavillon ancien. Il contient une tour carrée dont le dernier étage en charpenterie surplombe.

## Familles
La famille de la Roussardière était d'abord nommée Roussard et qui finit par prendre le nom de la terre qui lui devait le sien Le généalogiste de Quatrebarbes fait naître Jean Rousard, abbé de Saint-Calais, de Jean Roussard et de Catherine de la Saugère, ce qui est aussi impossible que de donner pour gouverneurs aux enfants de François de Guise, duc de Guise (les futurs prince de Joinville et cardinal de Guise, nés en 1550 et 1555) René de la Roussardière, seigneur de Parneau, mort en 1545. Le fils de celui-ci fut échanson de Charles de Lorraine, Cardinal de Lorraine ; l'Abbé Angot s'interroge avait-il été gouverneur de ses neveux ? Il épousa en tous cas Renée de Feschal qui l'entraîna dans le protestantisme, mais après 1560, époque où ses enfants sont encore baptisés à l'église de Parné-sur-Roc. Ses deux sœurs se marièrent catholiquement à Guillaume de Quatrebarbes et à René du Buat. Ses sept fils moururent sans postérité ; ses filles épousèrent des protestants : Catherine et Suzanne, René et Pierre du Bouais ; Élisabeth, le sieur de la Roche-Patras.
Une autre branche, restée constamment catholique, eut pour souche Catherin de la Roussardière, fils de Jean Roussard et de Guyonne Le Connétable, mari : 1° d'Hardouine Chotard, dame de Festillé ; 2° de Marguerite Le Maçon d'où : Pierre de la Roussardière, mari de Jeanne Jamelot, père de François de la Roussardière, qui épousa Jeanne de Montplacé, maria son fils, François de la Roussardière avec Charlotte d'Héliand (1631), et fit avec lui, en 1668, une déclaration pour maintenir sa qualité d'écuyer. La famille habitait en Anjou à Villevêque. Mais François de la Roussardière, issu du dernier mariage susdit, épousa Marie Cazet, dame de Vautorte et d'Aligné, et revint se fixer au Comté de Laval La famille de la Roussardière ne passa pas cette génération. La girouette, encore en place, d'Aligné et une râpe à tabac du Musée de Laval, sont aux armes de la Roussardière : d'argent à 3 pals de gueules, au chef cousu d'argent, chargé de 3 roses de gueules.
Les Guérin de la Roussardière sont une famille distincte de la famille de la Roussardière dont elle posséda la terre patrimoniale en Quelaines. Elle se rattache aux Guérin de la Draperie (Ménil), et après René Guérin, conseiller au présidial de Château-Gontier, assesseur à l'hôtel de ville, qui avait épousé en 1686 Catherine-Marie Bionneau, se divisa dans les deux branches de la Gendronnière et de la Roussardière. La seconde seule subsistait à la fin du XIXe siècle. La première s'est éteinte après l'alliance de Thérèse-Perrine Guérin de la Gendronnière (1797) avec l'adjudant général François-Guillaume d'Halancourt.

## Chapelle
La chapelle de la Roussardière ou de la Chassepierre, fondée au commencement du XVIe siècle, à la présentation alternative des seigneurs de la Raudière et de la Roussardière, desservie dans l'église jusqu'en 1670, le fut depuis dans la chapelle du château. Une cloche y fut mise en 1693. Les charges sont réduites à une messe hebdomadaire en 1750

## Sources et bibliographie
- « Château de la Roussardière », dans Alphonse-Victor Angot et Ferdinand Gaugain, Dictionnaire historique, topographique et biographique de la Mayenne, Laval, A. Goupil, 1900-1910 [détail des éditions] (BNF 34106789, présentation en ligne)